# Осмонов, Чынтемир Джакшилыкович
Чынтемир Джакшилыкович Осмонов (5 мая 1923, Курбу, Туркестанская АССР — 20 апреля 1987, Курбу, Иссык-Кульская область) — советский военнослужащий, участник Великой Отечественной войны, полный кавалер ордена Славы, наводчик миномёта 44-го гвардейского стрелкового полка, гвардии сержант.

## Биография
Родился 5 мая 1923 года в селе Курбу (ныне — в Ак-Суйском районе Иссык-Кульской области). Киргиз. Рано остался без отца, с детства начал работать. Окончил 7 классов. Работал в колхозе.
В сентябре 1942 года был призван в Красную Армию Тюпским райвоенкоматом. В запасном полку прошел подготовку воздушного десантника. С марта 1943 года в действующей армии. Воевал на Воронежском, Степном, 2-м и 1-м Украинских фронтах. В первых боях был ранен, после госпиталя признан негодным к службе в ВДВ.
В дальнейшем до Победы воевал в составе 44-го гвардейского стрелкового полка 15-й гвардейской стрелковой дивизии, был заряжающим, наводчиком, командиром миномётного расчёта. Член ВКП/КПСС с 1944 года. Освобождал Украину, сражался под Яссами, форсировал Вислу.
25 апреля 1944 года при расширении плацдарма на правом берегу реки Днестр у города Тирасполь гвардии красноармеец Осмонов в составе расчета уничтожил из миномета большую группу вражеской пехоты, своевременно доставлял с левого берега боеприпасы, способствуя отражению контратаки противника.
Приказом от 6 мая 1944 года гвардии красноармеец Осмонов Чынтемир Джакшилыкович награждён орденом Славы 3-й степени.
26 января 1945 года гвардии младший сержант Осмонов в составе расчета форсировал реку Одер в районе населенного пункта Хальбендорф. Расчет, оставшись один на вражеском берегу, умело маневрируя, в течение суток отразил несколько контратак и удержал позиции. Точным огнём был поврежден бронетранспортер, подавлен огонь 4 минометов и 2 пулеметных точек, рассеяно до взвода пехоты противника.
Приказом от 27 апреля 1945 года гвардии младший сержант Осмонов Чынтемир Джакшилыкович награждён орденом Славы 2-й степени.
16 апреля 1945 года при прорыве обороны у населенного пункта Мускау гвардии сержант Осмонов уничтожил 2 пулемета и свыше отделения вражеской пехоты, чем содействовал прорыву подразделениями обороны противника. 17 апреля в бою за населенный пункт Вайсвассер, отражая контратаку врага, точным огнём отсек вражескую пехоту от танков, подавил 3 миномета, истребил более 10 солдат противника. За эти бои был представлен к награждению орденом Славы 1-й степени.
Войну закончил в столице Чехословакии городе Праге в должности командира расчета.
Указом Президиума Верховного Совета СССР от 15 мая 1946 года за исключительное мужество, отвагу и бесстрашие, проявленные в боях с вражескими захватчиками гвардии сержант Осмонов Чынтемир Джакшилыкович награждён орденом Славы 1-й степени. Стал полным кавалером ордена Славы.
В 1947 году был демобилизован. Вернулся на родину и работал заместителем председателя колхоза, затем заведующим фермой в совхозе «Каракол». Участник Парада Победы 1985 года. Скончался 20 апреля 1987 года.

## Награды
- орден Отечественной войны I степени (11.03.1985)[1]
- орден Славы 1-й (15.05.1946), 2-й (2.04.1945)[2] и 3-й (6.05.1944)[3] степеней
- медали, в том числе:
  - «За отвагу» (18.4.1944)[4]
  - «В ознаменование 100-летия со дня рождения Владимира Ильича Ленина» (6 апреля 1970)
  - «За победу над Германией» (1945)[5]
  - «20 лет Победы в Великой Отечественной войне 1941—1945 гг.» (7 мая 1965[6])
  - «30 лет Победы в Великой Отечественной войне 1941—1945 гг.»[7]
  - «40 лет Победы в Великой Отечественной войне 1941—1945 гг.»[8]
  - «50 лет Победы в Великой Отечественной войне 1941—1945 гг.»[9]
  - «Ветеран труда»
  - «30 лет Советской Армии и Флота»[10]
  - «40 лет Вооружённых Сил СССР»[11]
  - «50 лет Вооружённых Сил СССР» (26 декабря 1967[12])
  - «60 лет Вооружённых Сил СССР» (28 января 1978[13])
- Знак «25 лет победы в Великой Отечественной войне» (1970)

## Память
В 1990 году имя героя войны присвоено восьмилетней школе села Курбу Ак-Суйского района.